# Sonitictis moralesi
Sonitictis moralesi è un mammifero carnivoro estinto, appartenente ai mustelidi. Visse nel Miocene medio (circa 16 - 12 milioni di anni fa) e i suoi resti fossili sono stati ritrovati in Asia.

## Descrizione
Questo animale è noto solo per frammenti delle mascelle, ed è quindi difficile stabilire sia una ricostruzione del suo aspetto che le possibili affinità. Sonitictis era dotato di una mandibola corta e robusta, leggermente più alta dietro la zona del primo molare inferiore; la mandibola era inoltre dotata di una scanalatura poco profonda sulla superficie ventrale. Sonitictis era caratterizzato da premolari robusti e da un primo molare inferiore da ipercarnivoro, privo di metaconide e dotato di un talonide tagliente. In generale, l'aspetto di Sonitictis era probabilmente simile a quello dell'attuale tasso del miele (Mellivora capensis).

## Classificazione
Sonitictis moralesi venne descritto per la prima volta nel 2021, sulla base di tre frammenti di mandibola provenienti dalla formazione Tunggur nella Mongolia Interna (Cina). Le analisi compiute su questi fossili frammentari hanno indicato che questo animale era probabilmente un membro della sottofamiglia Mellivorinae, attualmente rappresentata dal tasso del miele: le caratteristiche tipiche di questa sottofamiglia includono premolari robusti, un primo molare tagliente e un solco ventrale nella mandibola. 

## Paleoecologia
Analisi effettuate sulla forza mandibolare di Sonitictis hanno evidenziato che questo animale era probabilmente un predatore e un consumatore di vertebrati più efficace rispetto all'attuale tasso del miele; la forza del morso di Sonitictis era probabilmente paragonabile a quella del grande Eomellivora, un mellivorino estinto dalle attitudini spiccatamente predatorie. 